# Космос-1135
Космос-1135 је један од преко 2400 совјетских вјештачких сателита лансираних у оквиру програма Космос.
Космос-1135 је лансиран са космодрома Плесецк, СССР, 25. септембра 1979. Ракета-носач Р-14 Чусоваја (рус. Чусовая) (8К65, НАТО ознака SS-5 Skean) са додатим степеном је поставила сателит у орбиту око планете Земље. Маса сателита при лансирању је износила 40 килограма. Космос-1135 је био комуникациони сателит.